# Grónská univerzita
Grónská univerzita (grónsky Ilisimatusarfik, dánsky Grønlands Universitet, anglicky University of Greenland) je jediná univerzita v Grónsku. Nachází se v grónském hlavním městě Nuuk. Nejčastěji se zde učí v dánštině, avšak některé kurzy jsou dostupné i v grónštině a angličtině.
V roce 2020 bylo na univerzitě zapsáno 210 studentů, nejčastěji grónských obyvatel. Má zhruba 40 pedagogů a přes pět zaměstnanců zajišťujících technické a administrativní služby. Malý počet studentů je zde kvůli tomu, že mnoho grónských mladých lidí studuje na dánských univerzitách, neboť mají možnost bezplatného studia v celé Evropě a Severní Americe.

## Historie

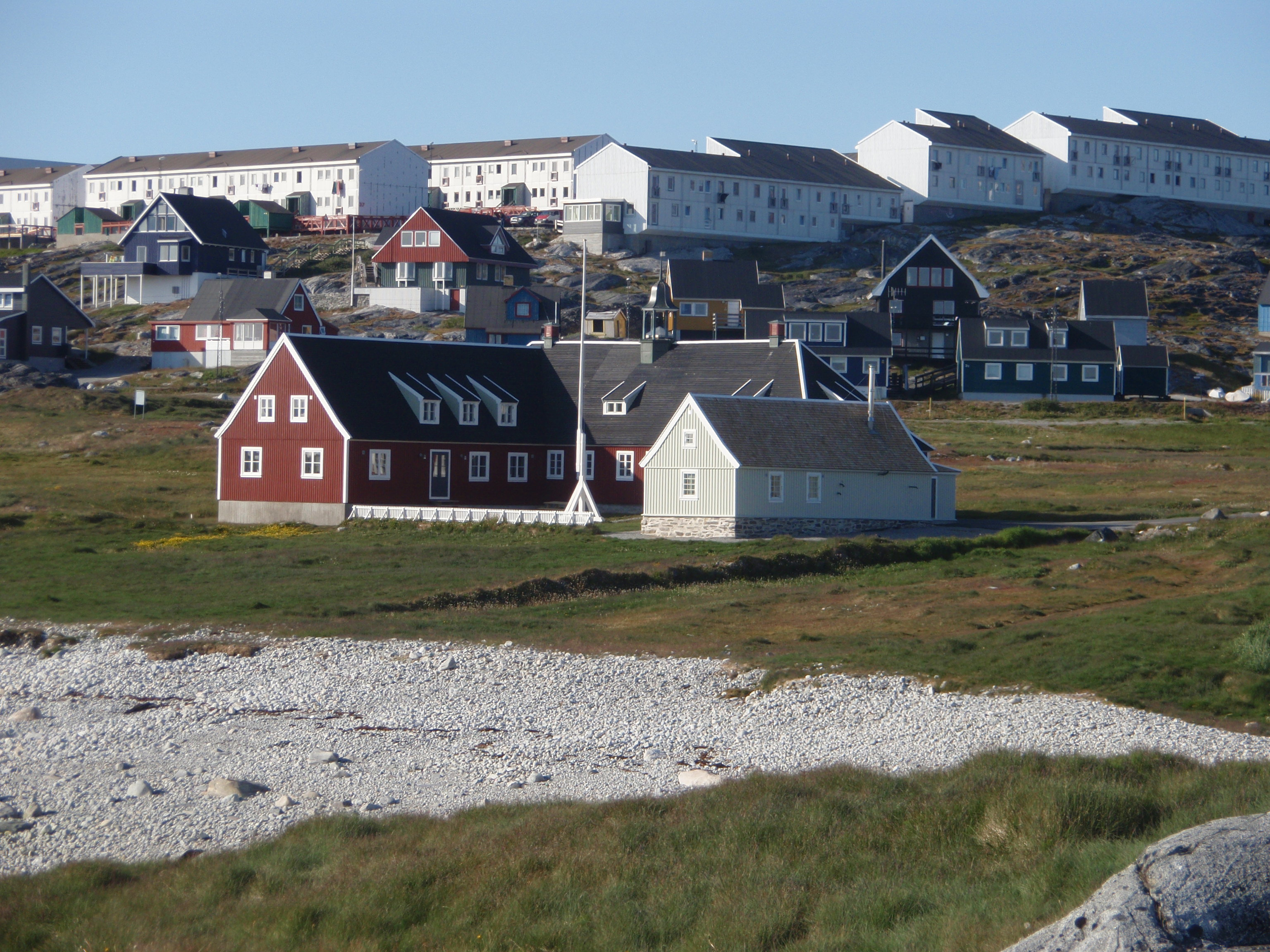
Původní sídlo univerzity v Nuuku

Myšlenka na otevření grónské vysoké školy se objevily již v 70. letech 20. století. Roku 1981 bylo grónským parlamentem (Landsting) rozhodnuto o zřízení Inuitského institutu, který byl slavnostně otevřen o dva roky později. Na jaře roku 1984 byli přijati první studenti.
V roce 1987 byl institut přejmenován na Grónskou univerzitu (Ilisimatusarfik). Univerzitní status získal roku 1989. Původně byla umístěna v bývalé misijní stanici Moravských bratří v Neu Herrnhut. Roku 2009 se přestěhovala do specializovaného výzkumného komplexu Ilimmarfik. Univerzita má rozpočet 14,8 milionu DKK.
Během pandemie covidu-19 byla univerzita 18. března 2020 uzavřena a přestoupila na distanční výuku. Postupně se otevírala od 8. dubna 2020 a 27. dubna přešla plně na prezenční formu výuky. Od září 2020 vedení opět ustanovilo omezení, avšak výuka stále pokračovala v prezenční formě.

## Fakulty a ústavy
- Pedagogický institut
- Institut ošetřovatelství a zdravotnictví
- Ústav sociálních věd, ekonomiky a žurnalistiky
- Ústav kultury, jazyka a historie

Univerzita uděluje bakalářské tituly ve všech oborech a magisterské tituly ve všech oborech kromě teologie. K dispozici jsou také doktorské programy.

## Seznam rektorů
- Robert Petersen (1995–1999)
- Claus Andreasen (1995–1999)

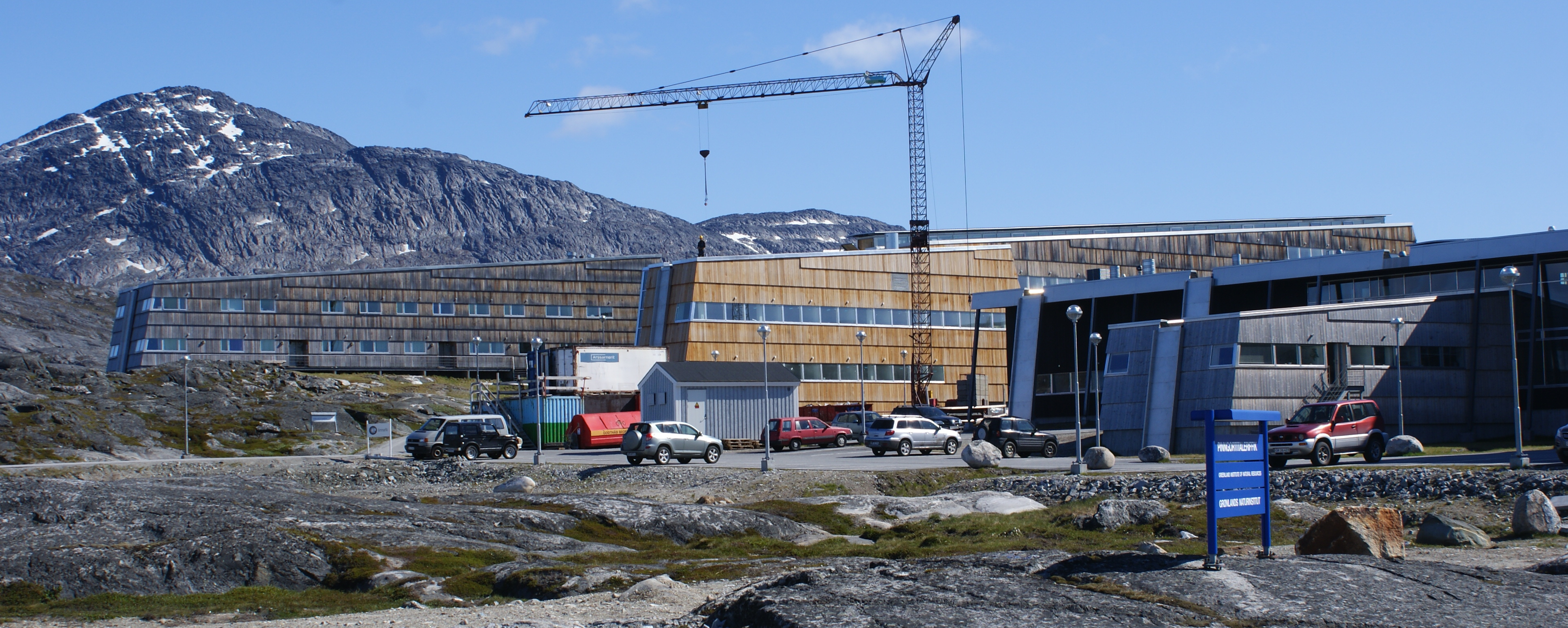
Nový kampus Grónské univerzity

- Ole Marquardt (1999–2008) - rezignoval na protest proti novému zákonu o univerzitách
- Aage Rydstrøm-Poulsen (2008)
- Tine Pars (2009–2017)
- Gitte Adler Reimer (od 2017)

## Významní absolventi
- Vivian Motzfeldt – grónská politička, předsedkyně Grónského parlamentu

## Čestné doktoráty
Vědcům a dalším osobám, které se zasloužily o zvláště významný vědecký nebo společenský přínos, zejména pro Ilisimatusarfik nebo Grónsko, může být udělen čestný doktorát univerzity. Čestný doktorát dosud obdrželi tito lidé:
- Robert Petersen
- Michael Hauser
- Henrik Wilhjelm
- Finn Lynge
- Christian Berthelsen
- Gert Mulvad
- Inge Kleivan
- Jakob Janussen
- Sofie Petersen
- Aqqaluk Lynge